# Carl Vogl

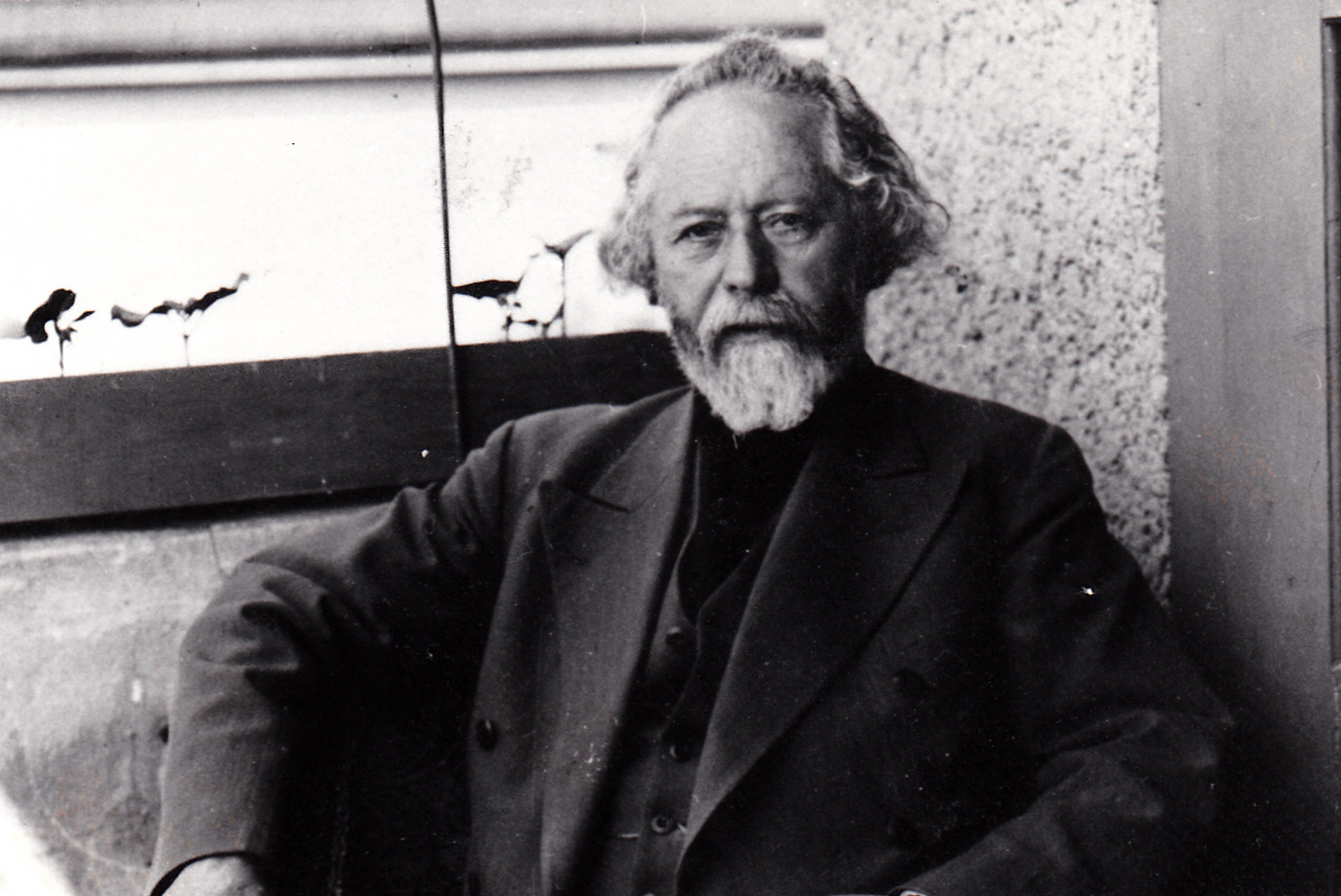
Carl Vogl

Carl Vogl (* 4. März 1866 in Bechyně; † 5. Dezember 1944 in Vierzehnheiligen (Jena)) war ein Philosoph, evangelischer Theologe und religiöser Sozialist.

## Leben
Er war der Sohn des katholischen Juristen und höheren Verwaltungsbeamten (Landeshauptmann und österreichischer Staatsrat) Johann Baptist Vogl. Auch die Vorfahren waren Juristen. Nach eigenen Worten erlebte er eine "schwärmerisch-fromme Kindheit" in einer hierarchisch organisierten, konservativ denkenden, monarchistisch überzeugten und katholisch orientierten Gesellschaftsschicht. Nach dem Besuch des Deutschen Staatsgymnasiums in Prag studierte er dort Philosophie, Philologie und Geschichte, dann auch in Berlin, Freiburg im Breisgau, Tübingen und Leipzig, wo er zum Doktor der Philosophie promovierte. Nach einer Periode der Wandlungen in seinen Überzeugungen konvertierte er zum evangelischen Glauben. Es folgte ein Studium der Theologie in Jena. Im Jahr 1895 wurde er in Meiningen zum Thüringer Pfarrer ordiniert, wurde Pfarrvikar in Steinach und Pfarrverwalter und schließlich 1898 Pfarrer in Leislau bei Camburg. Nachdem er einen Vortrag über das Parteienspektrum vor den Reichstagswahlen 1907 gehalten hatte, denunzierte ihn ein Rittergutsbesitzer beim Meininger Konsistorium. Er erhielt einen strengen Verweis und wurde nach Unterneubrunn versetzt. Auch von dort wurde er 1921 wieder versetzt nach Vierzehnheiligen. Vogl fand auf Grund seines jesuanischen Denkens früh Anschluss an den Religiösen Sozialismus und trat dem Bund der religiösen Sozialisten Deutschlands bei. Für ihn war die aufkommende Sozialdemokratie vergleichbar mit dem Wirken des barmherzigen Samariters in Jesu Gleichnis. Im Jahre 1924 wurde er in den Wartestand versetzt, 1930 trat er in den Ruhestand.

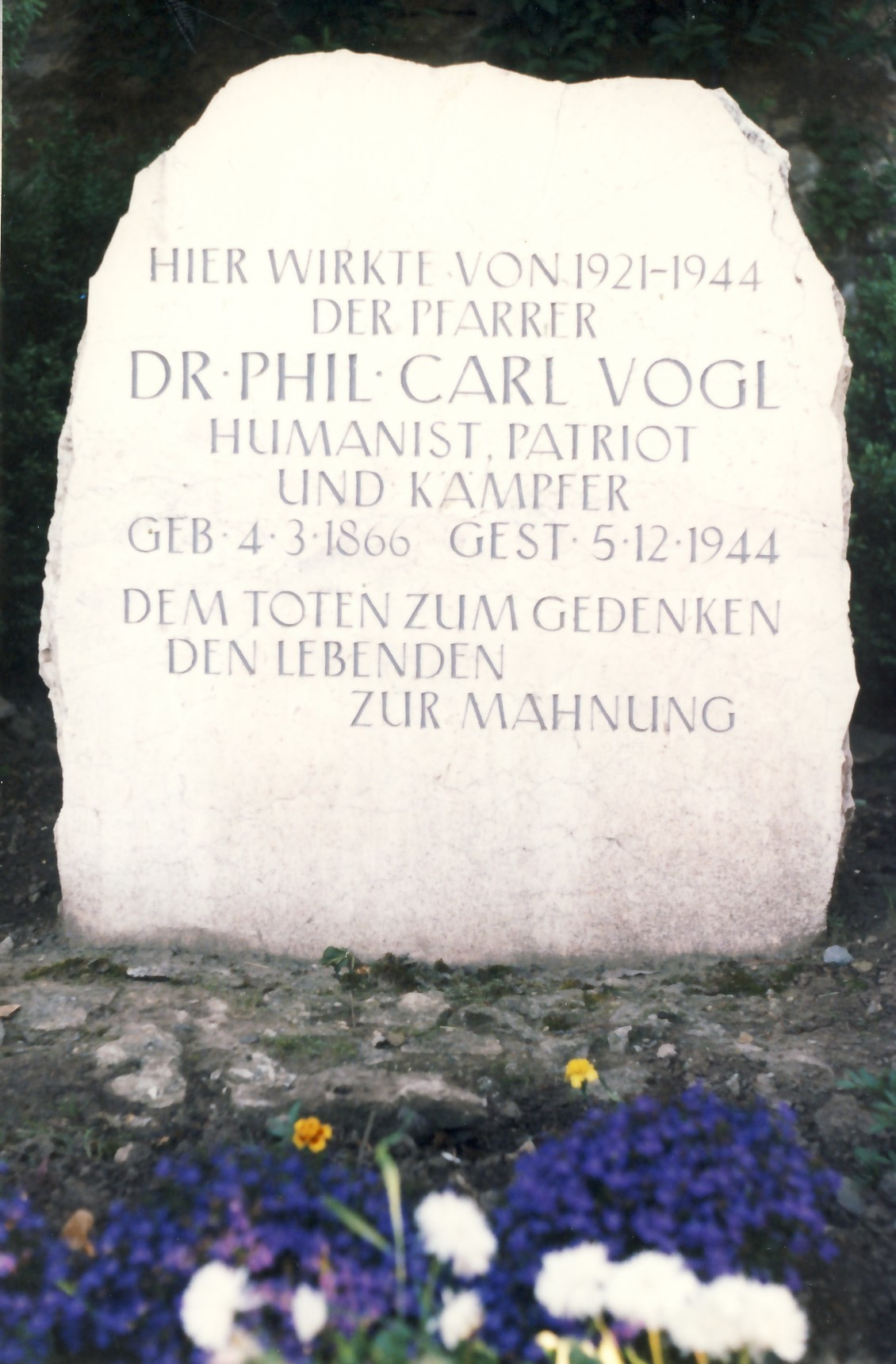
Gedenkstein an der Kirche von Vierzehnheiligen (Jena)

Vogl war ein entschiedener Gegner des Krieges. Im Jahr 1917 trat er der "Losen Vereinigung evangelischer Friedensfreunde" bei, die die "Erklärung deutscher Protestanten zur Friedensfrage" im Herbst 1917 veröffentlichte. Nach der Novemberrevolution wurde er als erster amtierender Pfarrer im Deutschen Reich 1919 Mitglied im Landtag vom Freistaat Sachsen-Meiningen mit dem Mandat der SPD, legte aber bereits nach einem halben Jahr sein Mandat nieder und trat aus der SPD aus, weil er seine Erwartungen von der SPD-Landtagsfraktion enttäuscht sah. Rückblickend schrieb er 1930 über seine Abgeordnetenzeit: "Oft waren die Fraktionssitzungen nichts als Formsache, wobei so gut wie nichts getan wurde; war man doch im Besitze der parlamentarischen Macht, wozu sich noch sonderlich anstrengen? In Arbeiterversammlungen aber hatte ich oft das Empfinden, wie gut es wäre, wenn die Wählerschaft jederzeit ihre Abgeordneten abberufen und durch andere ersetzen könnte [...]; aber für solche Gedanken hatte das Fraktionsbonzentum nichts als Hohn und Spott. [...] Ein halbes Jahr sah ich mir die Dinge an - ein halbes Jahr innerer Pein, ohnmächtigen Mühens; dann legte ich das Mandat nieder und trat aus der sozialdemokratischen Partei aus." Im Jahre 1926 nahm er an einer Reise der "Gemeinschaft proletarischer Freidenker Deutschlands" in die Sowjetunion teil, die ihn stark prägte. U.a. traf er dort mit Lenins Witwe Nadeschda Konstantinowna Krupskaja zusammen. In den 1920er Jahren engagierte er sich gegen die aufkommende Gefahr des Faschismus. 1926 trat er der "Bruderschaft sozialistischer Theologen Deutschlands" bei. Während des Zweiten Weltkrieges beteiligte er sich an den Widerstandsaktionen der Neubauer-Poser-Gruppe. Er gewährte Verfolgten Unterschlupf.
Vogl starb – inzwischen innerlich weit entfernt von seiner evangelischen Landeskirche – 1944 als Emeritus im Pfarrhaus von Vierzehnheiligen.

## Nachwirkung
In den 1980er Jahren besuchten drei sowjetische Akademiker Vierzehnheiligen, um sein Grab aufzusuchen, das nur mit einem schlichten Steinkreuz versehen ist. Daraufhin regten sie bei den staatlichen Stellen an, für den Antifaschisten einen Gedenkstein am Dorfplatz aufzustellen.

## Eigene Werke
- Der moderne Mensch in Luther, Jena 1908
- David Hume: Über den menschlichen Verstand. Übersetzung, Leipzig 1910
- Die evangelische Kirche und der Krieg, Leipzig 1918
- Peter Cheltschizky – ein Prophet an der Wende der Zeiten, Zürich und Leipzig 1926
- Peter Cheltschizky und die Böhmischen Brüder, Zürich und Leipzig 1928
- Bekenntnisse eines Pfarrers, Wien, Berlin 1930

## Herausgeber
- Cheltschizky: Das Netz des Glaubens, Dachau 1924